# Lux, Haute-Garonne
 Lux  là một xã thuộc tỉnh Haute-Garonne trong vùng Occitanie tây nam nước Pháp. Xã này nằm ở khu vực có độ cao trung bình 246 mét trên mực nước biển.